# Richard-Riemerschmid-Berufskolleg
Das Richard-Riemerschmid-Berufskolleg ist eine Schule der Sekundarstufe II mit einem gestalterischen Bildungsangebot. Die Schule befindet sich in der Kölner Südstadt. Schulträger ist die Stadt Köln.
Das Berufskolleg bietet Bildungsgänge im Rahmen der dualen Berufsausbildung an im Bereich Farbtechnik und Raumgestaltung, die Ausbildungsvorbereitung und Berufsfachschule Gestaltung, Schwerpunkt Farbtechnik und Raumgestaltung, die Fachoberschule für Gestaltung (Klassen 11, 12 und 13) und die vollzeitschulische Berufsausbildung zur/zum Gestaltungstechnischen Assistentin/Assistenten mit Fachhochschulreife oder Abitur (Berufliches Gymnasium).
Der Name der Schule wird begründet durch die Ernennung Richard Riemerschmids zum damaligen Direktor der Kölner Werkschulen durch den früheren Kölner Oberbürgermeister Konrad Adenauer.